# Garcinia picrorhiza
Garcinia picrorhiza är en tvåhjärtbladig växtart som beskrevs av Friedrich Anton Wilhelm Miquel. Garcinia picrorhiza ingår i släktet Garcinia och familjen Clusiaceae. Inga underarter finns listade i Catalogue of Life.